# Тошкан
Тошкан (уйгурська арабікою — توشقان ده‌رياسى або Toxⱪan dəryasi; кит.: 托什干河; піньїнь: Tuōshígān Hé; кирг. Какшал/Kakschaal; рос. Какшаал або Кокшал) — річка у горах Тянь-Шань  в прикордонній області між Китаєм і Киргизстаном. Тошкан бере свій початок біля міста Нарин. Звідти прямує до Сіньцзяну вздовж Тянь-Шаня до злиття з Аксу.